# Stuttgarter Kickers
El Stuttgarter Kickers es un club de fútbol de la ciudad de Stuttgart, Alemania. Fue fundado en 1899 y juega en la Regionalliga Südwest.

## Historia
Fue fundado el 21 de septiembre de 1899 con el nombre FC Stuttgarter Kickers y jugaba en la Südkreis-Liga, Kreisliga Württemberg y Bezirksliga Württemberg. Debido a la reorganización del fútbol alemán durante el Tercer Reich, cambiaron su nombre por el de SV Stuttgarter Kickers y jugaban en la Gauliga Württemberg, una de las 16 ligas regionales establecidas en aquel entonces. Regionalmente eran un equipo muy fuerte, pero no lo eran fuera de su región.
Luego del final de la Segunda Guerra Mundial estuvieron jugando en la Oberliga Süd, ubicándose a mitad de tabla. En los años 50 sufrían con el descenso, pero a inicios de los años 60 participaban en la Segunda División. Luego de crearse la Bundesliga en 1963, fueron trasladados a la Regionalliga Süd. 
En 1974, el fútbol ya era profesional y se creó la 2. Bundesliga y en la temporada 1988/89 logra ascender a la 1. Bundesliga por primera vez tras 28 años en la Segunda División, aunque quedaron en su temporada inicial en el puesto 17 e inmediatamente descendieron.

## Estadísticas
Es el registro de las temporadas del equipo desde 1999:
| Temporada | Liga             | División | Puesto |
| 1999–2000 | 2. Bundesliga    | II       | 15.º   |
| 2000–01   | 2. Bundesliga    | II       | 17.º ↓ |
| 2001–02   | Regionalliga Süd | III      | 12.º   |
| 2002–03   | Regionalliga Süd | III      | 15.º   |
| 2003–04   | Regionalliga Süd | III      | 9.º    |
| 2004–05   | Regionalliga Süd | III      | 9.º    |
| 2005–06   | Regionalliga Süd | III      | 8.º    |
| 2006–07   | Regionalliga Süd | III      | 4.º    |
| 2007–08   | Regionalliga Süd | III      | 10.º   |
| 2008–09   | 3. Liga          | III      | 20.º ↓ |
| 2009–10   | Regionalliga Süd | IV       | 9.º    |
| 2010–11   | Regionalliga Süd | IV       | 2.º    |
| 2011–12   | Regionalliga Süd | IV       | 1.º ↑  |
| 2012–13   | 3. Liga          | III      | 17.º   |
| 2013–14   | 3. Liga          | III      | 8°     |
| 2014–15   | 3. Liga          | III      | 4°     |
| 2015–16   | 3. Liga          | 18°↓     |        |

- Con la introducción de las Regionalligas en 1994 y la 3. Liga en el 2008 como la nueva Tercera División por debajo de la 2. Bundesliga, el resto de ligas bajaron un nivel.

## Palmarés

### Torneos nacionales
- Campeonato del Sur de Alemania: 3

1908, 1913, 1917.
- Südkreis-Liga: 3 (I)

1913, 1914, 1917.
- Kreisliga Württemberg: 2 (I)

1921, 1923.
- Bezirksliga Württemberg-Baden: 2 (I)

1924, 1925
- Bezirksliga Württemberg: 2 (I)

1928, 1933
- Gauliga Württemberg: 5 (I)

1936, 1939, 1940, 1941, 1942
- 2nd Oberliga Süd: 2 (II)

1951, 1959
- Oberliga Baden-Württemberg: 1

2023
- 2. Bundesliga: 1

1988
- Regionalliga Süd: 2

1996, 2012
- Copa Württemberg: 2

2005, 2006